# 콘월 국립해양박물관

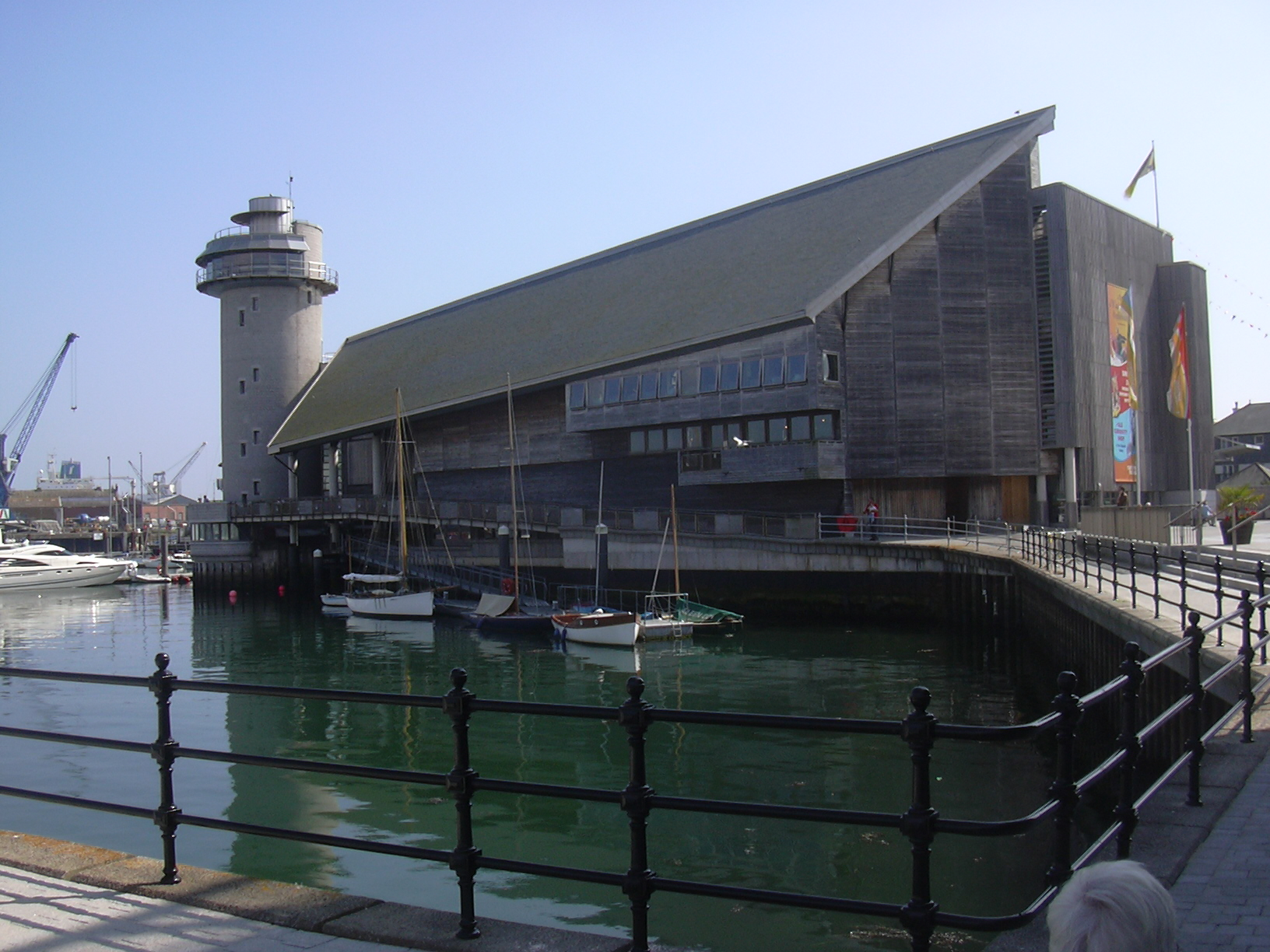
국립해양박물관

콘월 국립해양박물관(영어: National Maritime Museum Cornwall)은 잉글랜드 콘월주 팰머스에 위치한 해양박물관이다.